# ایشتوان رژاولدیی
ایشتوان رُژاوُلدْیی (مجاری: Rózsavölgyi István; ۳۰ مارس ۱۹۲۹ – ۲۷ ژانویهٔ ۲۰۱۲) دونده دو نیمه‌استقامت، و ورزشکار دو و میدانی اهل مجارستان بود.